# Spada a lingua di carpa
La Spada a lingua di carpa è una particolare tipologia di spada sviluppata nell'Età del bronzo in Francia e diffusasi poi in tutta l'Europa atlantica, sino alla Britannia. Si trattò del primo modello di spada capace di combinare capacità offensive di taglio e di stoccata.

## Costruzione
- La lama in bronzo era larga, a fili paralleli, con una punta pronunciata, "a lingua di carpa", da cui il nome, grande quanto un terzo della lama medesima;
- L'impugnatura, come negli altri esemplari di spade dell'età del bronzo, era in metallo, assicurata alla lama da dei rivettini (due o quattro).